# Гданьский городской совет

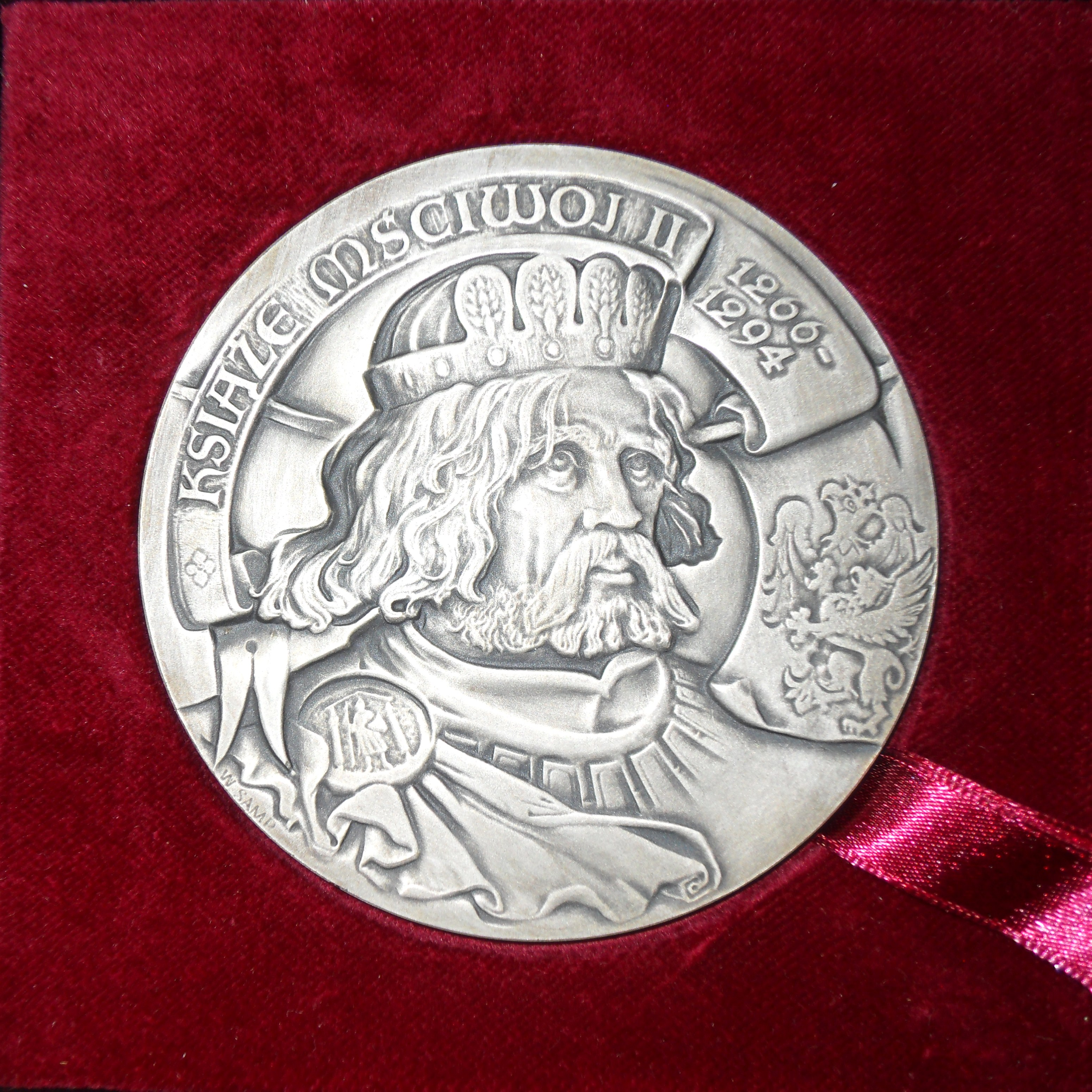
Медаль князя Мсцивоя II

Гданьский городской совет (пол. Rada miasta Gdańska, кашуб. Gduńskô Gardowô Radzëzna) — представительный орган местного самоуправления города Гданьска, представляющий интересы жителей Гданьска, в пределах полномочий, определенных Положением о городском и повятовом самоуправлении. Срок полномочий совета — 5 лет.
Гданьский городской совет присуждает Почетное гражданство Гданьска, Медаль святого Войцеха и Медаль князя Мсцивоя II Гданьского

## История
Совет был создан, вероятно, в 1272 году, после восстания местных жителей. Власть совета распространялась исключительно на «Главный город».
До 1457 года городской совет Гданьска состоял из двух палат: Генерального (пол. Rada Ogólna) и Заседающего (пол. Rada Zasiadająca) советов. Генеральный совет состоял из 24 членов и избирал 12 членов Заседающего совета. Члены Заседающего совета избирались на пожизненный срок.
После 1457 года, во время правления Казимира IV Ягеллончика под контроль Совета перешёл Старый город. Городской совет Гданьска теперь состоял из 23 членов.
После Третьего раздела Речи Посполитой Гданьск перешёл под контроль Пруссии. Тогда был создан новый городской совет, который состоял из 24 членов, половину из которых составляли ремесленники и состоятельные купцы.
В Вольном городе Данциг функции городского совета исполнял Фолькстаг (нем. Volkstag – Народное собрание).
После Занятия Данцига (Гданьска) немецкими войсками в городе был создан подконтрольный властям Германского рейха городской совет из 36 членов.
В 1945 году в Гданьске, как и в других городах ПНР был создан т.н. «Народный совет», в который вошли представители ПРП (11 мест), Польской социалистической партии (11 мест), Народной партии (6 мест) и Демократической партии (6 мест). В разное время в состав совета входило от 75 до 150 членов.
В 1990 году создан современный Гданьский городской совет, первоначально состоявший из 60 депутатов (позже количество депутатов будет сокращено до 34). 27 мая состоялись первые выборы, а уже 5 июня прошла первая сессия.
30 апреля 2020 года состоялась первая в истории Гданьского городского совета виртуальная сессия.

## Состав
- Комитет по аудиту
- Комитет по жалобам, заявлениям и петициям
- Комитет по стратегии и бюджету
- Комиссия по экономической и морской политике
- Комитет пространственного развития
- Комиссия по вопросам местного самоуправления и общественному порядка
- Комитет по образованию
- Комитет по делам семейной и социальной политики
- Комитет по культуре
- Комиссия по вопросам спорта и туризма
- Комитет по устойчивому развитию
- Временная комиссия по реформе вспомогательных подразделений города Гданьска (VIII созыв)

## Созывы

### IV созыв[2]
|  | Партия                                    | Количество мандатов |
|  | ----------------------------------------- | ------------------- |
|  | Гражданская платформа                     | 15                  |
|  | Союз демократических левых сил-Уния труда | 6                   |
|  | Право и Справедливость                    | 6                   |
|  | Лига польских семей                       | 5                   |
|  | Самооборона Республики Польша             | 1                   |
|  | Общественный комитет Богдана Борусевича   | 1                   |
|  | Всего                                     | 34                  |

### V созыв[3]
|  | Партия                 | Количество мандатов |
|  | ---------------------- | ------------------- |
|  | Гражданская платформа  | 21                  |
|  | Право и Справедливость | 13                  |
|  | Всего                  | 34                  |

### VI созыв[4]
|  | Партия                         | Количество мандатов |
|  | ------------------------------ | ------------------- |
|  | Гражданская платформа          | 26                  |
|  | Право и Справедливость         | 7                   |
|  | Союз демократических левых сил | 1                   |
|  | Всего                          | 34                  |

### VII созыв[5]
|  | Партия                 | Количество мандатов |
|  | ---------------------- | ------------------- |
|  | Гражданская платформа  | 22                  |
|  | Право и Справедливость | 12                  |
|  | Всего                  | 34                  |

### VIII созыв[6]
|  | Партия                 | Количество мандатов |
|  | ---------------------- | ------------------- |
|  | Гражданская коалиция   | 15                  |
|  | Право и Справедливость | 12                  |
|  | Все для Гданьска       | 7                   |
|  | Всего                  | 34                  |